# Beebe (Washington)
Pour les articles homonymes, voir Beebe (homonymie).
Beebe est une communauté non incorporée située dans le comté de Douglas, dans l'État de Washington, aux États-Unis.

## Toponymie
La communauté est nommée d'après James Beebe, un homme d'affaires originaire de Wakefield (Massachusetts) ayant fait carrière dans l'industrie agricole. Beebe était le directeur de la Wenatchee-Chelan Company, qui possédait une étendue de vergers sur la rive est du fleuve Columbia.

## Histoire
Un bureau de poste dénommé Beebe est établi dans la localité en décembre 1912 ; il ferme en 1942.